# Teosofía
La teosofía (del griego: θεός, theós, ‘Dios’, y σοφία, sophía, ‘sabiduría’) es una doctrina religiosa y filosófica establecida en los Estados Unidos a fines del siglo XIX. Fundada principalmente por la rusa Helena Blavatsky y basada en gran medida en sus escritos, se nutre ampliamente de filosofías europeas más antiguas, como el neoplatonismo, y de religiones indias como el hinduismo o el budismo. Aunque muchos seguidores sostienen que la teosofía no es una religión, los académicos la categorizan de manera variable como un nuevo movimiento religioso y una forma de ocultismo dentro del esoterismo occidental. El movimiento internacional de la Nueva Era de los años 1970 y 1980 se originó entre grupos teosóficos independientes en el Reino Unido.
La teosofía está formada por un conjunto de enseñanzas y doctrinas difundidas bajo ese nombre por Blavatsky a finales del siglo XIX. En noviembre de 1875 se funda la Sociedad Teosófica, por Blavatsky y los estadounidenses Henry Olcott y William Quan Judge, teniendo como uno de sus objetivos el estudio comparativo de todas las religiones, todas las ciencias, y todas las filosofías, con el objeto de descubrir la enseñanza fundamental en cada una de ellas.  Blavatsky, una aristócrata rusa, emigró a los Estados Unidos en 1873 después de muchos años de viajes y estudios en Europa y Oriente Medio. Olcott, un abogado, periodista y estudioso del espiritismo (un movimiento del siglo XIX basado en la creencia de que los vivos pueden comunicarse con los muertos) no tardó en caer bajo su influencia y fue designado presidente de la sociedad en 1875. A principios de la década de 1880, Blavatsky y Olcott se trasladaron a la India, donde establecieron la sede de la Sociedad en Adyar (cerca de Madrás), Tamil Nadu. Blavatsky describió sus ideas en dos libros, Isis sin velo y La doctrina secreta, que se convirtieron en textos clave dentro de la teosofía. Después de la muerte de Blavatsky en 1891, hubo un cisma en la Sociedad, y Judge llevó a la Sociedad Teosófica en América (TSA) a separarse de la organización internacional. Bajo la sucesora de Judge, Katherine Tingley, se estableció una comunidad teosófica llamada Lomaland en San Diego, California. En su apogeo en 1895, había 102 sedes estadounidenses con casi 6 000 miembros. La Sociedad, con sede en Adyar, fue posteriormente adquirida por Annie Besant, bajo cuya dirección alcanzó su máximo crecimiento a finales de la década de 1920, antes de entrar en decadencia tras la Gran Depresión. Desde entonces, la TSA se ha reincorporado como una sección nacional de la Sociedad Teosófica mundial, que cuenta con una membresía global de aproximadamente 26 606 miembros en 70 países.
En su obra La clave de la teosofía, Blavatsky explica que el nombre teosofía es uno de los tantos que se utiliza para designar a una sabiduría sin edad, eterna, que no es otra que el conocimiento de la verdadera realidad. Del mismo modo que la ciencia no crea las leyes que rigen la naturaleza sino que las descubre, la teosofía es la realidad, y los seres humanos van aprendiendo progresivamente porciones del conocimiento de esta realidad.  Tal y como la presentó Blavatsky, la teosofía enseña que existe una antigua y secreta hermandad de adeptos espirituales conocidos como los Maestros ascendidos, que se encuentran en todo el mundo, pero principalmente centrados en el Tíbet. Blavatsky afirma que estos Maestros han cultivado una gran sabiduría y poderes sobrenaturales, y los teósofos creen que iniciaron el movimiento teosófico moderno al difundir sus enseñanzas a través de Blavatsky. Los teósofos creen que estos Maestros están tratando de revivir el conocimiento de una antigua religión que alguna vez se encontró en todo el mundo y que nuevamente llegará a eclipsar las religiones mundiales existentes. La Teosofía sostiene una posición monista de que existe un único Absoluto divino y articula una cosmología emanacionista en la que el universo se percibe como reflejos externos de este Absoluto. El propósito de la vida humana es la emancipación espiritual y el alma humana experimenta la reencarnación después de la muerte corporal de acuerdo con un proceso de karma. La hermandad universal y la mejora social son principios rectores, aunque no hay un marco ético particular.
La teosofía propone que todas las religiones actuales y antiguas surgieron a partir de una enseñanza o tronco común, que ha quedado oculta bajo el velo de las doctrinas que se fueron elaborando con el correr de los siglos siguientes, llevando muchas veces a contradecir la enseñanza original.  El estudio comparativo de la Ciencia y la Filosofía son otra forma de acercamiento a esta enseñanza original, que no es otra cosa que la realidad permanente que subyace por detrás del mundo sensible sujeto al constante devenir.  El movimiento teosófico moderno fue creado por Helena Blavatsky, Henry Steel Olcott y William Quan Judge, (entre otros), quienes fundaron la Sociedad Teosófica en Nueva York, el 17 de noviembre de 1875. Constituye un movimiento ecléctico occidental que explica las enseñanzas fundamentales de las religiones como el cristianismo, el budismo y el hinduismo y está directamente relacionado con movimientos esotéricos de finales del siglo XVIII como gnósticos, rosacruces y masónicos.
La teosofía desempeñó un papel importante en la difusión del conocimiento de las religiones orientales en Occidente y en el fomento del orgullo cultural en el sur de Asia. Muchos artistas y escritores destacados también se han visto influidos por las enseñanzas teosóficas. La teosofía tiene un gran número de seguidores a nivel internacional y durante el siglo XX contó con decenas de miles de adeptos. Las ideas teosóficas también han inspirado más de 100 movimientos y filosofías esotéricas, entre ellas la antroposofía, la Iglesia Universal y Triunfante, el Movimiento I AM, la Iglesia católica liberal y la Nueva Era.

## Definición
La fundadora de la teosofía, la rusa Helena Blavatsky, insistió en que no era una religión, aunque se refirió a ella como la transmisión moderna de la «religión que fue universal» que, según ella, había existido en lo más profundo del pasado humano. Las organizaciones teosóficas sostienen que la Teosofía no debe ser calificada como una religión, sino que la consideran un sistema que abarca lo que consideran la «verdad esencial» que subyace a la religión, la filosofía y la ciencia. Como resultado, los grupos teosóficos permiten a sus miembros mantener otras identificaciones religiosas, lo que resulta en teósofos que también se identifican como cristianos, budistas o hindúes.
En La clave de la teosofía, Helena Blavatsky explica el origen etimológico del vocablo "teosofía" de la siguiente manera: «El término Teosofía nos ha sido transmitido por los filósofos alejandrinos, llamados Amantes de la Verdad, Filaleteos, palabra compuesta de (phil) "amante" y de (aletheia) "verdad". Data el nombre Teosofía del siglo tercero de nuestra era, y los primeros que lo emplearon fueron Ammonio Saccas y sus discípulos, que fundaron el Sistema Teosófico Ecléctico. El objeto de este sistema es inculcar ante todo ciertas grandes verdades morales en los discípulos y en todos aquellos que son "amantes de la verdad"».
Investigadores de la religión que han estudiado la Teosofía la han caracterizado como una religión. En su historia del movimiento teosófico, Bruce F. Campbell señaló que la Teosofía promovía «una visión religiosa del mundo» utilizando «términos explícitamente religiosos» y que sus principios centrales no son hechos inequívocos, sino que se basan en la fe. Olav Hammer y Mikael Rothstein la calificaron como «una de las tradiciones religiosas más importantes del mundo moderno». Varios académicos han señalado su naturaleza ecléctica; Joscelyn Godwin la describió como un «movimiento religioso universalmente ecléctico», mientras que el académico J. Jeffrey Franklin caracterizó la teosofía como una «religión híbrida» por su combinación sincrética de elementos de otras fuentes. Más concretamente, la teosofía también ha sido catalogada como un movimiento religioso new age.
Diversos académicos también han clasificado la teosofía como una forma de esoterismo occidental. Campbell, por ejemplo, se refirió a ella como «una tradición religiosa esotérica», mientras que la historiadora Joy Dixon la llamó «religión esotérica». Más concretamente, se considera una forma de ocultismo. Junto con otros grupos como la Orden Hermética de la Aurora Dorada, la Sociedad Teosófica se ha considerado parte de un «renacimiento ocultista» que tuvo lugar en los países occidentales a finales del siglo XIX. El historiador de la religión Wouter Hanegraaff señaló que la teosofía ayudó a establecer los «fundamentos esenciales de gran parte del esoterismo del siglo XX». Aunque la Teosofía se basa en creencias religiosas indias, el sociólogo de la religión Christopher Partridge observó que «la Teosofía es fundamentalmente occidental. Es decir, la teosofía no es un pensamiento oriental en Occidente, sino un pensamiento occidental con sabor oriental».

## Fundamentos
El cuerpo fundamental de la teosofía moderna es la obra de H.P. Blavatsky La doctrina secreta. El texto se trata en su mayor parte de comentarios sobre: Las Estancias de Dzyan, en el que la autora va aportando material comparativo de fuentes religiosas varias (bíblicas, mesopotámicas, orientales, etc.). En 1983 el tibetólogo David Reigle relacionó a las Estancias de Dzyan con los libros secretos de Kiu-Te que en la actualidad han sido «identificados positivamente» con los Textos Tántricos Budistas y que los estudiosos de fines del siglo XIX también atribuían a la imaginación de Helena Blavatsky.
A diferencia de otros movimientos catalogados de forma similar, las obras de Blavatsky no tienen un corpus rígido, sino que se presentan como la síntesis final y evolución lógica de cuantos movimientos religiosos y ocultistas han existido a lo largo de la historia. Su pretensión es explicar la evolución cósmica, planetaria y humana, fundiendo en un todo armonioso la religión, ciencia y filosofía. El universo entero constituye una unidad, por lo que la separación que existe entre los seres que lo integran es una mera apariencia, una construcción de nuestra mente, una ilusión. Formando todos esta unidad, no tienen objeto las luchas y conflictos entre los seres humanos y la naturaleza, pues sería como entrar en conflicto con uno mismo. Los teósofos mantienen que hay un cuerpo de verdad que constituye la base de todas las religiones. La teosofía cristiana es un término usado para designar el conocimiento de Dios y de Jesús obtenido a través de la intuición.

## Valores
La teosofía tiene un lado doctrinario y un lado eminentemente práctico, ya que la vida del teósofo debería ajustarse en la mayor medida posible a la doctrina que sostiene. Los valores que rigen la vida que idealmente tiene que llevar están relacionados fundamentalmente con una vida altruista, orientada al servicio hacia los demás. La acción desinteresada, la consideración del otro como un sujeto y no como medio, el manejo del propio egoísmo, son ejemplos de valores que la teosofía fomenta.
La Escala de Oro formulada por H. P.  Blavatsky sintetiza estos conceptos: 
Vida limpia, mente abierta, corazón puro, intelecto despierto, percepción espiritual sin velos, afecto fraternal para todos, presteza para recibir consejo e instrucción, obediencia voluntaria a los mandatos de la verdad una vez que hayamos puesto nuestra confianza en ella y veamos que el instructor la posee.
Valeroso ánimo para soportar las injusticias personales, enérgica declaración de principios, valiente defensa de los que son injustamente atacados, y mirada siempre fija en el ideal de progreso y perfección humana que revela la Ciencia Secreta. Tal es ‘La Escala de Oro’ por cuyos peldaños el aspirante puede ascender hasta llegar al templo de la sabiduría divina.

## Principios fundamentales
La teosofía postula tres principios fundamentales en los que se basan todas sus enseñanzas:
1. La unidad fundamental, fuente y origen de todo. Esta raíz a partir de la cual surge el universo es eterna, y permanece inalterada e igual a sí misma. Por contrapartida, el Universo manifestado está sujeto al cambio, por lo que  su existencia depende de esta Unidad Fundamental.
2. El universo, si bien es eterno en su esencia, se manifiesta a partir del "Principio Único", de manera periódica, para luego volver a fundirse en esa unidad. Esta ley de ciclos de manifestación y vuelta a la unidad es conocida como ley de necesidad o Karma, pues cada ciclo es consecuencia del precedente y causa del siguiente. Este proceso no tiene principio ni fin.
3. El alma humana es una con este principio universal. Se desprende como una chispa de la llama durante el proceso de manifestación, para volver a fundirse en ella al final del mismo. Sin embargo, la chispa siempre conserva un hilo con la llama (el "desprendimiento" no es total) y la fusión tampoco es absoluta al final de período, pues el alma humana no deja de compartir la esencia con el alma universal y también constituye el punto de partida para las manifestaciones futuras.

## Creencias y enseñanzas
El término teosofía, derivado del griego theos («dios») y sophia («sabiduría»), generalmente se entiende como «sabiduría divina». Formas de esta doctrina fueron sostenidas en la antigüedad por los maniqueos, una secta dualista irania, y en la Edad Media por dos grupos de herejes dualistas, los bogomilos en Bulgaria y el Imperio bizantino y los cátaros en el sur de Francia e Italia. En los tiempos modernos, perspectivas que pueden clasificarse como teosóficas han sido sostenidas por rosacruces y por masones especulativos.
Las diversas formas de especulación teosófica tienen ciertas características comunes. La primera es un énfasis en la experiencia mística. Los autores teosóficos sostienen que existe una realidad espiritual más profunda y que se puede establecer un contacto directo con esa realidad a través de la intuición, la meditación, la revelación o algún otro estado que trascienda la conciencia humana normal. Los teósofos también enfatizan la doctrina esotérica. Los teósofos modernos afirman que todas las religiones del mundo contienen esa enseñanza interna, y se dedica mucha atención a descifrar el significado oculto en los textos sagrados. Además, hay una fascinación por sucesos sobrenaturales u otros sucesos extraordinarios y por el logro de poderes psíquicos y espirituales superiores. Los teósofos sostienen que el conocimiento de la sabiduría divina da acceso a los misterios de la naturaleza y a la esencia interior de la humanidad. Finalmente, la teosofía muestra una preferencia característica por el monismo, la idea de que la realidad está constituida por un único principio o sustancia, como la mente o el espíritu. Aunque los teósofos reconocen las distinciones básicas entre el mundo fenoménico y una realidad espiritual superior y entre lo humano y lo divino, lo que sugiere dualismo, la mayoría de los teósofos también afirman una unidad general que abarca todo y que subsume toda diferenciación. Asociadas a su monismo están las creencias de que Dios es completamente trascendente e impersonal, que la creación es el producto de emanaciones espirituales de Dios y que los humanos son chispas de lo divino atrapadas en el mundo material que desean regresar a su hogar espiritual.
En el caso particular de la Sociedad Teosófica, aunque los escritos de teósofos prominentes presentan un conjunto de enseñanzas, la Sociedad misma declara que no tiene creencias oficiales con las que todos los miembros deban estar de acuerdo. Por lo tanto, tiene una doctrina, pero no la presenta como dogma. La Sociedad declaró que el único principio al que todos los miembros debían adherir era el compromiso de «formar un núcleo de la Hermandad Universal de la Humanidad sin distinción de raza, credo, sexo, casta o color». Esto significa que hay miembros de la Sociedad Teosófica que son escépticos respecto de muchas, o incluso de todas, las doctrinas teosóficas, al tiempo que siguen simpatizando con su objetivo básico de hermandad universal.
Como señaló Santucci, la teosofía «deriva principalmente de los escritos» de Blavatsky. Sin embargo, teósofos posteriores como Annie Besant y Charles Leadbeater también han realizado revisiones e innovaciones. Blavatsky dijo que estas doctrinas teosóficas no eran su propia invención, sino que las había recibido de una hermandad de adeptos espirituales secretos a quienes ella se refería como los «Maestros» o «Mahatmas».

### Los Maestros
La idea central de la creencia teosófica es que un grupo de adeptos espirituales conocidos como los Maestros no solo existen, sino que fueron responsables de la creación de los primeros textos teosóficos. Para la mayoría de los teósofos, estos Maestros son considerados los verdaderos fundadores del movimiento teosófico moderno. En la literatura teosófica, a estos Maestros también se los conoce como Mahatmas, Adeptos, Maestros de la Sabiduría, Maestros de la Compasión o Hermanos Mayores. Se los ve como una fraternidad de hombres altamente evolucionados, en términos de tener tanto desarrollo moral como logros intelectuales. Se dice que han alcanzado vidas extraordinariamente largas y han adquirido poderes sobrenaturales, tales como la clarividencia o la capacidad de proyectar instantáneamente su alma fuera de su cuerpo a cualquier otro lugar. Se trata de poderes que supuestamente han alcanzado a través de muchos años de entrenamiento. Según Blavatsky, a finales del siglo XIX su residencia principal estaba en el reino del Tíbet, en los Himalayas. También dijo que estos Maestros fueron la fuente de muchos de sus escritos publicados.
Se cree que los Maestros preservan el antiguo conocimiento espiritual del mundo y representan una Gran Hermandad Blanca o Logia Blanca que vela por la humanidad y guía su evolución. Entre aquellos a quienes los primeros teósofos consideraban Maestros se encontraban figuras bíblicas como Abraham, Moisés, Salomón o Jesús, figuras religiosas asiáticas como Buda Gautama, Confucio o Laozi, e individuos modernos como Jakob Bohme, Alessandro Cagliostro o Franz Mesmer. Sin embargo, los Maestros más destacados que aparecen en la literatura teosófica son Koot Hoomi (a veces escrito Kuthumi) y Morya, con quien Blavatsky decía estar en contacto. Según la creencia teosófica, los Maestros se acercan a aquellos considerados dignos de embarcarse en un aprendizaje o chela. El aprendiz luego ha de pasar por varios años de prueba, durante los cuales debe vivir una vida de pureza física, permaneciendo casto, abstinente e indiferente al lujo físico. Blavatsky alentó la creación de imágenes de los Maestros. Los retratos más importantes de los Maestros que se hicieron fueron creados en 1884 por Hermann Schmiechen. Según el académico Massimo Introvigne, las ilustraciones de Schmiechen de Morya y Koot Humi obtuvieron un «estatus semicanónico» en la comunidad teosófica, siendo consideradas objetos sagrados en lugar de simples imágenes decorativas.
Campbell señaló que, para los no teósofos, las creencias sobre la existencia de los Maestros se encuentran entre las más débiles del movimiento. Tales afirmaciones están abiertas a examen y posible refutación, y hay serios cuestionamientos a la existencia de los Maestros que por lo tanto socavan las creencias teosóficas. La idea de una hermandad de adeptos secretos tiene una larga tradición que se remonta a varios siglos antes de la fundación de la teosofía; tales ideas se pueden encontrar en la obra de los Rosacruces y se popularizaron en la literatura de ficción de Edward Bulwer-Lytton. Asimismo, la idea de que los mensajes se transmitan a un médium a través de entidades espiritualmente avanzadas también se había popularizado en la época de la fundación de la teosofía a través del movimiento espiritista.

### La antigua religión de la sabiduría
Según las enseñanzas de Blavatsky, muchas de las religiones del mundo tienen su origen en una antigua religión universal, una «doctrina secreta» que era conocida por Platón y sabios hindúes tempranos y que sigue siendo la base de todas las religiones. Blavatsky promovió la idea de que las sociedades antiguas exhibían una unidad de ciencia y religión que la humanidad ha perdido desde entonces, y que sus logros y conocimientos superaban con creces lo que los académicos modernos creen sobre ellas. Blavatsky también enseñaba que una hermandad secreta ha conservado esta antigua religión de la sabiduría a lo largo de los siglos, y que los miembros de esta fraternidad tienen la clave para comprender los milagros, la otra vida y los fenómenos psíquicos, y que, además, estos adeptos tienen poderes paranormales.
Blavatsky afirmaba que esta antigua religión sería revivida y se difundiría por toda la humanidad en el futuro, reemplazando a las religiones mundiales dominantes como el cristianismo, el islam, el budismo o el hinduismo. La teosofía tendía a enfatizar la importancia de textos antiguos por encima del ritual y la costumbre populares que se encuentran en varias tradiciones religiosas. Sin embargo, la perspectiva teosófica sobre el budismo y el hinduismo provocó críticas tanto de practicantes de las tradiciones budistas e hindúes ortodoxas como de académicos occidentales de estas tradiciones, como Max Müller, quien creía que teósofos como Blavatsky estaban tergiversando las tradiciones asiáticas.

### Teología y cosmología
La teosofía defiende una cosmología emanatista, afirmando que el universo es un reflejo externo del Absoluto. La teosofía presenta la idea de que el mundo tal como lo perciben los seres humanos es ilusorio, o maya, una idea que ha sido tomada de las religiones asiáticas. En consecuencia, Blavatsky enseñaba que una vida limitada por la percepción de este mundo ilusorio era ignorante y engañosa.

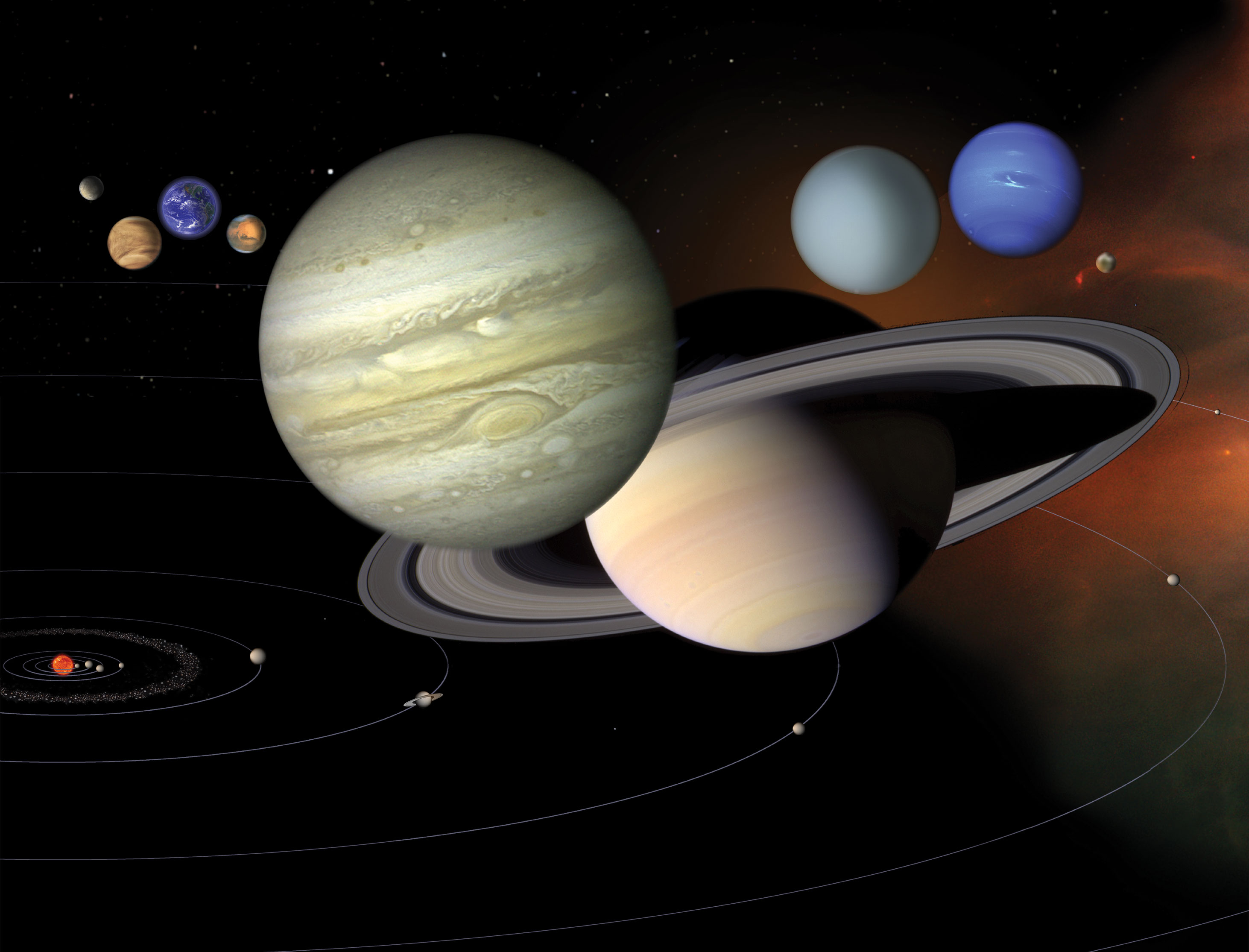
Según las enseñanzas teosóficas, cada sistema solar es una emanación de un «Logos» o «Deidad Solar», de acuerdo con lo cual espíritus planetarios supervisan cada uno de los planetas.

Según las enseñanzas de Blavatsky, cada sistema solar en el universo es la expresión de lo que se denomina un «Logos» o «Deidad solar». Por debajo de la deidad solar hay siete espíritus planetarios o ministros, y cada uno de estos seres celestiales controla la evolución en un planeta específico. En La doctrina secreta, Blavatsky afirmó que cada planeta tenía una constitución séptuple, conocida como las «Cadenas Planetarias», que consisten no sólo en un globo físico sino también en dos cuerpos astrales, dos cuerpos mentales y dos cuerpos espirituales, todos superpuestos en el mismo espacio. Según Blavatsky, la evolución ocurre en arcos descendentes y ascendentes, desde el primer globo espiritual al primer globo mental, luego desde el primer globo astral al primer globo físico, y luego sucesivamente desde allí. Creía que había diferentes niveles de evolución, desde mineral a vegetal, animal, humano y luego a sobrehumano o espiritual. Diferentes niveles de evolución ocurren en orden sucesivo en cada planeta, de manera que cuando la evolución mineral termina en el primer planeta, y continúa con la evolución vegetal, la evolución mineral comienza al tiempo en el segundo planeta. La Teosofía enseña que la evolución humana está de esta manera ligada a esta evolución planetaria y cósmica más amplia.
En La doctrina secreta, Blavatsky defendió la idea de siete «Razas raíces», cada una de las cuales estaba dividida en siete «Sub-razas». En la cosmogonía de Blavatsky, la primera Raza raíz fue creada a partir de espíritu puro y vivió en un continente conocido como la «Tierra Sagrada Imperecedera». La segunda Raza raíz, conocida como los Hiperbóreos, también se formó a partir de espíritu puro y vivió en una tierra cerca del Polo norte, que para entonces tenía un clima templado. La tercera vivió en el continente de Lemuria, que Blavatsky alegaba sobrevive todavía hoy como Australia y Rapa Nui. Blavatsky alegó que durante la cuarta «Ronda de la Tierra», seres superiores descendieron al planeta, con los comienzos del desarrollo de los cuerpos físicos humanos y la separación de los sexos. En este punto, apareció la cuarta Raza raíz, que vivía en el continente de la Atlántida; tenían cuerpos físicos pero también poderes psíquicos y tecnología avanzada. Blavatsky dijo que algunos atlantes eran gigantes y construyeron monumentos tan antiguos como Stonehenge en el sur de Inglaterra y que también se aparearon con «animales hembras», lo que resultó en la creación de gorilas y chimpancés. Los atlantes eran decadentes y abusaron de su poder y conocimiento, por lo que la Atlántida se hundió en el mar, aunque varios atlantes escaparon y crearon nuevas sociedades en Egipto y América.
La quinta Raza raíz que surgió fueron los arios, que se encontraban en todo el mundo cuando ella escribía. Creía que la quinta Raza vendría a ser reemplazada por la sexta, que sería anunciada por la llegada de Maitreya, una figura de la mitología budista mahayana. Creía además que la humanidad se desarrollaría con el tiempo en la séptima Raza raíz final. Al llegar a esto, Blavatsky creía que la humanidad habrá llegado al final de su ciclo evolutivo y que la vida se retirará de la Tierra. Lachman sugirió que al leer las creencias cosmogónicas de Blavatsky como un relato literal de la historia, «podríamos estarle haciendo un flaco favor». En cambio, sugirió que podía leerse como un intento de Blavatsky de formular «un nuevo mito para la era moderna, o como una enorme y fantástica historia de ciencia ficción».

#### Maitreya y el mesianismo
Blavatsky enseñaba que el Señor Maitreya, una figura que tomó prestada del budismo, vendría a la Tierra como una figura mesiánica. Sus ideas a este respecto fueron luego ampliadas por Besant y Leadbeater. Afirmaron que Maitreya había encarnado previamente en la Tierra como Krishna, una figura del hinduismo. También dijeron que había entrado en Jesús de Nazaret en el momento de su bautismo y que de ahí en adelante Maitreya sería conocido como «el Cristo». Besant y Leadbeater afirmaron luego que Maitreya vendría nuevamente a la Tierra manifestándose a través de un niño indio llamado Jiddu Krishnamurti, con quien Leadbeater se había encontrado jugando en una playa de Adyar en 1909. La introducción de la creencia sobre Krishnamurti en la Teosofía ha sido identificada como un elemento milenarista.

### Desarrollo personal y reencarnación

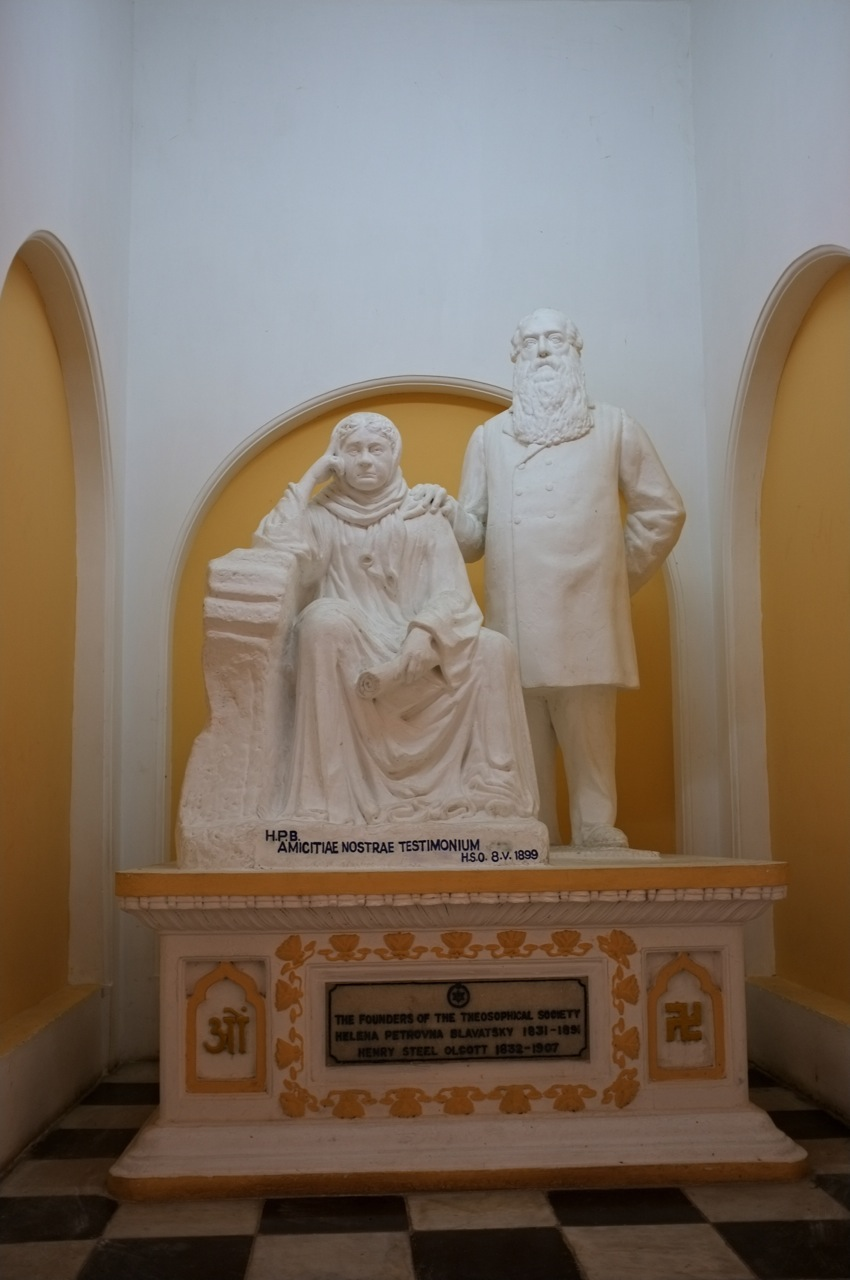
Estatua de Blavatsky y Olcott en Adyar

Según la Teosofía, el propósito de la vida humana es la emancipación espiritual del alma. El individuo humano es descrito como un «Ego» o «Mónada» y se cree que ha emanado de la Deidad Solar, a la que también regresará con el tiempo. El ser humano es presentado como compuesto de siete partes que operan en tres planos separados del ser. Como lo presenta Sinnett y se repite a menudo en la literatura teosófica, estas siete partes son el Cuerpo (Rupa), la Vitalidad (Prana-Jiva), el Cuerpo Astral (Linga Sarira), el Alma Animal (Kama-Rupa), el Alma Humana (Manas), el Alma Espiritual (Buddhi) y el Espíritu (Atma). Según las enseñanzas teosóficas, los últimos tres de estos componentes son inmortales, mientras que los otros aspectos perecen después de la muerte corporal. La Teosofía enseña que el Alma Espiritual y el Espíritu no residen dentro del cuerpo humano junto con los otros componentes, sino que están conectados a él a través del alma humana.
En La voz del silencio, Blavatsky dijo que dentro de cada ser humano hay una faceta divina y eterna, a la que se refería como «el Maestro», lo «increado», el «Dios interior» y el «yo superior». Promovió la idea de que la unión con este «yo superior» da como resultado la sabiduría. En ese mismo libro, comparó el progreso del alma humana con una transición a través de tres salas: la primera era la de la ignorancia, que es el estado del alma antes de que comprenda la necesidad de unirse con su yo superior. La segunda es la Sala del Aprendizaje, en la que el individuo toma conciencia de otras facetas de la vida humana pero se distrae con un interés en poderes psíquicos. La tercera es la Sala de la Sabiduría, en la que se realiza la unión con el yo superior, a lo que le sigue el Valle de la Dicha. En este punto, el alma humana puede fundirse en el Uno.

#### Reencarnación y karma
A lo largo de sus escritos, Blavatsky hizo diversas afirmaciones sobre el renacimiento y la vida después de la muerte, y existe una discrepancia entre sus enseñanzas tempranas y posteriores al respecto. Entre la década de 1870 y alrededor de 1882, Blavatsky enseñaba una doctrina llamada «metempsicosis». En Isis sin velo, Blavatsky afirmó que el alma humana progresa a través de más planos espirituales tras la muerte corporal. Dos años más tarde, introdujo la idea de la reencarnación en la doctrina teosófica, utilizándola para reemplazar su doctrina de la metempsicosis. En La doctrina secreta, afirmó que el espíritu era inmortal y encarnaría repetidamente en una nueva alma y cuerpo mortal en la Tierra. Según las enseñanzas teosóficas, los espíritus humanos siempre renacerán en cuerpos humanos y no en los de ninguna otra forma de vida. Blavatsky afirmó que los espíritus no renacen sino hasta algún tiempo después de la muerte corporal y nunca durante la vida de los familiares del difunto.
Blavatsky enseñaba que al morir el cuerpo, el cuerpo astral sobrevive durante un tiempo en un estado llamado kama-loka, que ella comparaba con el limbo, antes de morir también. Según esta creencia, el ser humano pasa entonces a su cuerpo mental en un reino llamado devachan, que comparaba con el cielo o el paraíso. Blavatsky enseñaba que el alma permanecía en el devachan entre 1 000 y 1 500 años, aunque el teósofo Charles Webster Leadbeater decía que sólo eran 200.
La teosofía defiende la existencia del karma como un sistema que regula el ciclo de reencarnaciones, asegurando que las acciones de un individuo en una vida afecten las circunstancias de la siguiente. Esta creencia, por tanto, busca explicar por qué existen la miseria y el sufrimiento en el mundo, atribuyendo cualquier desgracia que alguien sufra como castigo por las malas acciones que cometió en una vida anterior. En palabras de Blavatsky, el karma y la reencarnación estaban «inextricablemente entrelazados». Sin embargo, no creía que el karma siempre hubiera sido el sistema que gobernaba la reencarnación, sino que surgió cuando los humanos desarrollaron egos, afirmando que un día ya no sería necesario.
Besant y Leadbeater afirmaron ser capaces de investigar las vidas pasadas de las personas mediante la lectura del registro akáshico, un almacén etérico de todo el conocimiento del universo. Por ejemplo, afirmaron haber alcanzado el conocimiento de sus propias vidas pasadas como criaturas parecidas a monos que residían en la luna, donde sirvieron como mascotas al «hombre de la luna» (una encarnación previa del Maestro Morya), su esposa (Koot Humi) y su hijo (el Señor Maitreya). Cuando fueron atacados por «salvajes» y animales «parecidos a lagartos y cocodrilos peludos», Besant se sacrificó para salvar a Morya, y por tal acto dio el salto evolutivo kármico para convertirse en un humano en su siguiente encarnación.

## Emblema de la Sociedad Teosófica

Sello de la Sociedad Teosófica.

Los cinco símbolos más destacados en el sello de la Sociedad Teosófica son:
- Los dos triángulos entrelazados, también llamados Sello de Salomón.
- El Ankh, también llamada cruz ansata, utilizada especialmente en el antiguo Egipto
- La esvástica, símbolo antiguo que fue adoptado por los budistas en los primeros siglos de la era cristiana.
- El Ouroboros, serpiente mordiéndose la cola que fue utilizada en numerosas mitologías antiguas, entre las que figuran la griega, la egipcia, la china, y la azteca.
- Encima del sello está el Aum o palabra sagrada (véase Om).
- Alrededor del mismo se encuentra el lema: No hay religión más elevada que la verdad.

## La teosofía en el mundo

### En Europa

#### En España
La teosofía apareció en España a fines del siglo XIX de la mano de Francisco Montoliu Togores y José Xifré Hamel, quienes tradujeron varias de sus obras, difundiéndolas a través de las publicaciones Sophia y El Loto Blanco. El movimiento teosófico ibérico tuvo su centro operativo en la ciudad de Barcelona, con el apoyo de la editorial de Ramón Maynadé Sallent, teósofo convencido, que contaba con el apoyo del traductor Federico Climent Terrer (1865-1945) También destacó al respecto el periodista y crítico musical Viriato Díaz Pérez. Otro de sus miembros fue el doctor José Roviralta Borrell (1856-1926), quien realizó en 1896 una importante traducción del Bhagavad-gītā. Uno de los suscriptores de la revista Sophia sería el urbanista Arturo Soria, que era masón.
Posteriormente, Helena Blavatsky tuvo en España como difusor al "teósofo y ateneísta" Mario Roso de Luna. Hay referencias a la teosofía en varias obras de Valle-Inclán, como Claves líricas, La lámpara maravillosa y Luces de bohemia. En ellas se puede apreciar cómo la actitud del autor evoluciona de un interés inicial sincero a una descarada burla de sus ilusiones juveniles.

### En Iberoamérica
En Iberoamérica el movimiento teosófico vivió una época de esplendor en la primera mitad del siglo XX, donde diversos intelectuales y artistas se identificaron con las enseñanzas de Helena Blavatsky. Las principales personalidades influidas por la doctrina de la teosofía en estas dos regiones de América fueron: Eunice Odio, Leopoldo Lugones,Joaquín Torres García, Rubén Darío, Gabriela Mistral, José Ingenieros, José Martí, Amado Nervo, Alberto Masferrer, Salarrué, Roberto Brenes Mesén, Maximiliano Hernández Martínez, César Dávila Andrade, entre otros.
Actualmente se ha instalado en Chile un centro que rige a los movimientos teosóficos de toda América Latina, CTAL. Es dirigido por el poeta chileno Gregorio Angelcos. 

#### México
La teosofía en México apareció en el año de 1906 y se conformó un centro de estudios, culminando con la fundación de la Logia Aura, siendo esta la Logia madre y veterana de la Sección Mexicana, se dependía de la Sección Cubana. Entre 1908 y 1909 estuvo en México el teósofo Emilio Calvariac.
La llamada Decena Trágica, iniciada el 9 de febrero de 1913, hizo que muchos de los habitantes de la Ciudad de México permanecieran dentro de sus hogares hasta principios de 1914. Al no poderse seguir reuniendo, algunos de los teósofos, se trasladaron al puerto de Veracruz en 1915, encontrándose ahí con personas que se reunían a estudiar y comentar sobre teosofía, por tal motivo la Logia Aura fue trasladada a dicho puerto con el beneplácito de las personas que ahí se reunían; contando con numerosos miembros se procedió a formar otra logia, llevando el nombre de Apolonio de Tiana. Una vez cumplidos los requisitos correspondientes se procedió a remitir toda la documentación a la Secretaría General de la Sección Cubana de la cual dependían las ramas mexicanas. Así quedó constituida dicha rama en el año de 1915.
Habiéndose restaurado la calma en Ciudad de México, los miembros que habían emigrado al puerto de Veracruz, regresan a su ciudad natal y a reintegrarse a la rama Aura. Con el tiempo se fundan las ramas Mercurio y Teocitlali. En ese período se constituyeron en Mérida, Yucatán, las ramas Mayab y Zamná. En la Ciudad de México, siendo muy numerosa la concurrencia a conferencias, se forma la rama Sirio. Contando ya con siete ramas, que es el número requerido para solicitar patente constitutiva de la Sección, miembros y trabajadores procedieron a realizar las gestiones respectivas para cumplir con las formalidades y trámites reglamentarios; todo esto por conducto de la Sección Cubana, y una vez obtenida la venia de la Sede Mundial de la Sociedad Teosófica en Adyar, India (ahora Chennai), el 12 de noviembre de 1919 se declaró constituida la “Sección Mexicana de la Sociedad Teosófica”, siendo su primer secretario general  Agustín Garza Galindo. Así continuaron surgiendo ramas en diferentes partes del país. Más tarde Adolfo de la Peña Gil se hizo cargo de la Secretaría General. En el lapso de 1920 a 1950, se contó con las visitas de personalidades prominentes como C. Jinarajadasa, Jiddu Krishnamurti, Nilakanta Sri Ram, John Coats y Radha Burnier.
El 22 de mayo del año de 1953 queda constituida en la ciudad de Puebla la Logia Alfa, siendo sus fundadores el general Rafael Cancino Palacios, Refugio Zamora de Cancino, Antonieta Fortul de García, Domingo García, Aurelio Samaniego, Ramón Pujol, Jorge Murad, doctor Felipe Murad y Murad, siendo este último, la única persona que actualmente vive y que funge como miembro vitalicio. Aunados a la rama Alfa, surgió la rama Helena Petrovna Blavatsky. Se ha contado con el apoyo de los dirigentes de la Casa de Cultura en Puebla a través de veinte años para la exposición de temas relacionados tanto en el aspecto científico, filosófico y religioso.
La sede nacional de la Sociedad Teosófica en México se encuentra en la Ciudad de México.

## Detractores
El movimiento de Blavatsky tuvo un firme detractor en el tradicionalista René Guénon, quien dedicó al mismo una obra monográfica: El teosofismo, historia de una pseudorreligión (1921).
A finales del siglo XX, Peter Washington abordó el teosofismo desde una óptica agnóstica en su libro El mandril de Madame Blavatsky (1995).
No obstante, algunas de las fuentes acusatorias de Washington como el informe Hodgson de la SPR (1885) fueron refutadas por la misma institución que las formuló a fines del siglo XIX, la Sociedad para las Investigaciones Psíquicas (SPR). En 1986 el investigador de la SPR Vernon Harrison publicó una investigación titulada "H.P. Blavatsky y la SPR: Un examen del informe de Hodgson de 1885", donde analizaba las incongruencias y la falta de seriedad del estudio de Hodgson publicado un siglo antes. A raíz de esto, la SPR se retractó públicamente del informe de 1885.